# Kłośnicowate

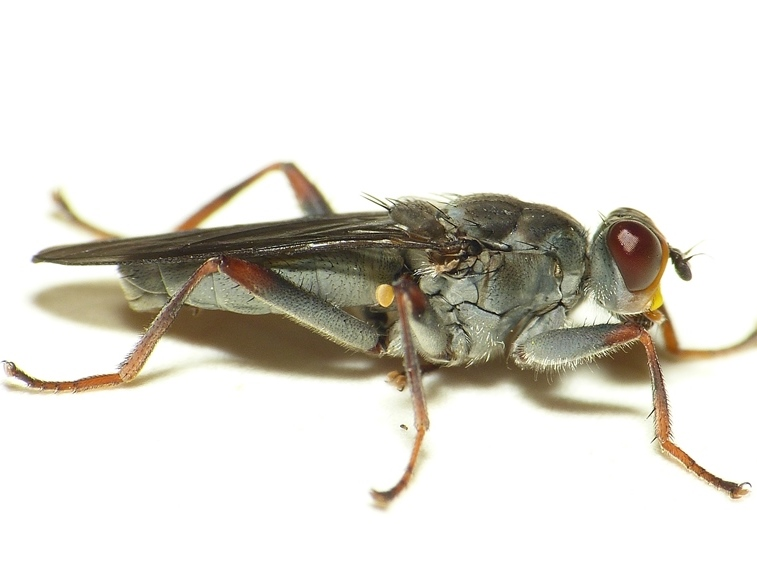
Hydromyza livens

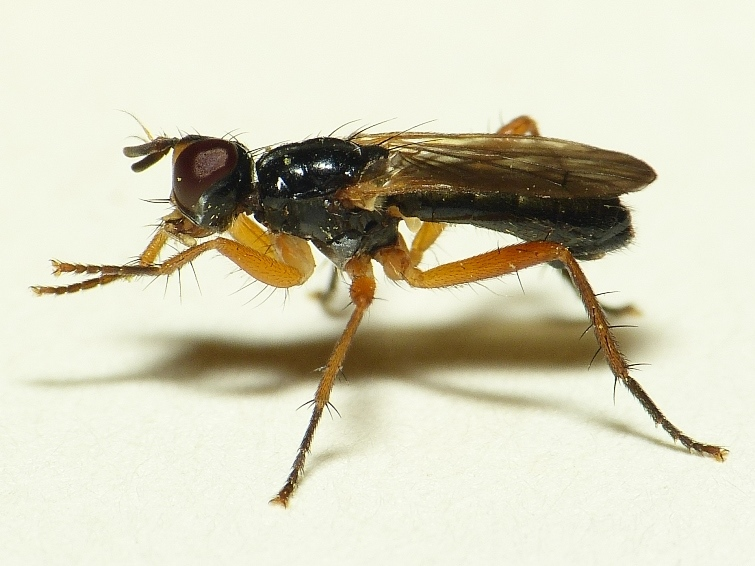
Phrosia albilabris

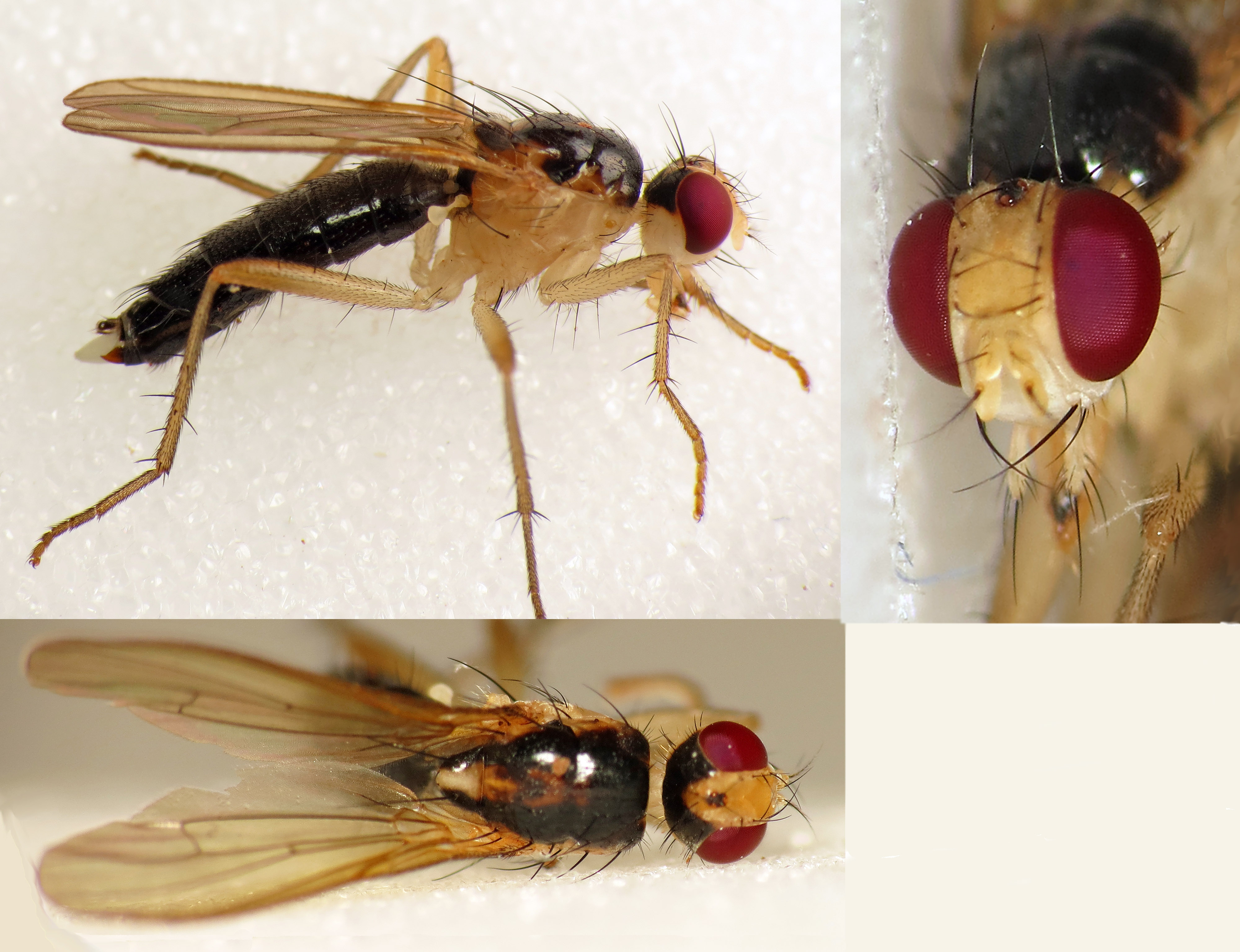
Samica Cordilura albipes

Kłośnicowate, cuchnowate (Scathophagidae) – rodzina owadów z rzędu muchówek i podrzędu krótkoczułkich. Obejmuje około 350 opisanych gatunków, prawie wyłącznie holarktycznych. Obie płcie są dychoptyczne. Charakteryzuje je również redukcja łuski tułowiowej. Dorosłe są zwykle drapieżne, rzadziej żywią się nektarem, kałem lub padliną. Larwy to głównie fitofagi, zwykle minujące, rzadko drapieżniki lub saprofagi.

## Opis
Do cech autapomorficznych należą: dychoptyczność u obu płci, redukcja łuski tułowiowej oraz nagie powierzchnie: meronu i brzuszna tarczki. Głowę mają zwykle w profilu mniej lub więcej zaokrągloną, wyposażoną w 1 lub 2 pary dużych wibrys, pozbawioną krzyżujących się szczecinek na czole. Aparat gębowy gatunków drapieżnych odznacza się silnym ryjkiem z labellą zaopatrzoną w zęby służące dziurawieniu ofiary. Ich długie skrzydła są na żyłkach poprzecznych często przyciemnione. Odwłok ma zawsze powyżej czterech segmentów przedgenitalnych. W ogólnym wyglądzie muchówki te przypominają śmietkowate, a niektóre gatunki mogą być nawet pomylone z przedstawicielami Acalyptratae.
Ciało larw jest prawie walcowate i zwykle zwężone ku przodowi, rzadziej z przodu tępe. Oprócz głowy i trzech segmentów tułowia składa się z ośmiu segmentów odwłoka. Szkielet głowowo-gardzielowy mają dobrze rozwinięty. U wodnych gatunków na spodniej stronie drobnej głowy poprzeczne rzędy drobnych kolców, z kolei kolce na spodniej części odwłoka występują na wałeczkach. Na ostatnim segmencie od strony brzusznej znajduje się pole analne z wałeczkiem z przodu i wyrostkami z tyłu, a od strony grzbietowej pole przetchlinkowe z czwórką lub piątką płatowatych, krótkich wyrostków.

## Biologia i ekologia
Dorosłe spotyka się w wilgotnych lasach, łąkach, bagnach, torfowiskach i wśród roślinności przybrzeżnej. Większość to drapieżniki polujące na małe owady. Nieliczne dorosłe są koprofagami, nektarożercami lub saprofagami. Większość larw natomiast to fitofagi, zwykle minujące. Żerują głównie na jednoliściennych, znacznie rzadziej na dwuliściennych. Mniej liczne są larwy drapieżne lub saprofagiczne. Zasiedlają one glebę, odchody lub wody stojące i płynące, wiodąc tryb życia bentosowy wśród roślin.

## Rozprzestrzenienie
Rodzina w zasadzie holarktyczna. Pięć gatunków podawanych z półkuli południowej mogło zostać tam zawleczonych. W Palearktyce stwierdzono, według stanu na 2010 rok, 220 gatunków z 38 rodzajów. Bogatą faunę kłośnicowatych mają góry Eurazji, a w niektórych ich rejonach liczne są taksony endemiczne. 150 gatunków występuje w Kanadzie, z czego 25 wyłącznie w części arktycznej. W Polsce do 2001 stwierdzono 77 gatunków (zobacz: kłośnicowate Polski). 54 gatunki zasiedlają Wyspy Brytyjskie.

## Systematyka
Do rodziny tej należy około 350 gatunków. Jej monofiletyzm jest dobrze umocowany i poparty autapomorfiami. Enderlein w 1936 potraktował ją jako jedyną z monotypowej grupy Protomuscaria, pośredniej między Calyptrata a Acalyptrata. Współcześnie klasyfikuje się ją w nadrodzinie Muscoidea wraz z muchowatymi, zgniłówkowatymi i śmietkowatymi. Jej pozycja w ich obrębie nie jest jednak pewna: publikacja McAlpina i Wooda z 1989 wskazuje na jej pozycję bazalną w obrębie Muscoidea, podczas gdy analiza Bernasconiego i innych z 2000 na jej pozycję siostrzaną względem śmietkowatych. Ta ostatnia kwestionuje również monofiletyzm Muscoidea.
Należą tu następujące rodzaje:
- Acanthocnema Becker, 1894
- Acerocnema Becker, 1894
- Acolaste Stephens, 1829
- Allomyella Malloch, 1923
- Amaurosoma Becker, 1894
- Americina Malloch, 1923
- Bostrichopyga Becker, 1894
- Ceratinostoma Meade, 1885
- Chaetosa Coquillett, 1898
- Cleigastra Macquart, 1835
- Cochliarium Becker, 1894
- Coniosternum Becker, 1894
- Conisternum Strobl, 1894
- Cordilura Fallén, 1810
- Cosmetopus Becker, 1894
- Delina Robineau-Desvoidy, 1830
- Ernoneura Becker, 1894
- Gabreta Šifner, 2015
- Gimnomera Rondani, 1866
- Gonarcticus Becker, 1894
- Gonatherus Rondani, 1856
- Hexamitocera Becker, 1894
- Hydromyza Fallen, 1813
- Jezekia Šifner, 2009
- Julienomyia Šifner, 2015
- Leptopa Zetterstedt, 1838
- Megaphthalma Becker, 1894
- Megaphthalmoides Ringdahl, 1936
- Microprosopa Becker, 1894
- Micropselapha Becker, 1894
- Mirekiana Šifner, 2012
- Norellia Robineau-Desvoidy, 1830
- Norellisoma Wahlgren, 1917
- Okeniella Hendel, 1907
- Orthacheta Becker, 1894
- Paracosmetopus Hackman, 1956
- Parallelomma Becker, 1894
- Paramicroprosopa Ringdahl, 1936
- Phrosia Robineau-Desvoidy, 1830
- Pleurochaetella Vockeroth, 1965
- Pogonota Zetterstedt, 1860
- Scathophaga Meigen, 1803
- Scoliaphleps Becker, 1894
- Spathephilus Becker, 1894
- Spaziphora Rondani, 1856
- Staegeria Rondani, 1856
- Trichopalpus Rondani, 1856